# Sicuro, sicurissimo, perfettamente sicuro
Sicuro, sicurissimo, perfettamente sicuro (Young Zaphod Plays It Safe) è un breve racconto che conclude il ciclo della Guida galattica per gli autostoppisti di Douglas Adams.

## Trama
Zaphod Beeblebrox (comparso in precedenza nel terzo libro e che sappiamo essere in pessimi rapporti con Trillian, dalla quale era scappato) è costretto da due agenti dell'Amministrazione Sicurezza e Protezione Civile a recuperare dei materiali potenzialmente pericolosi da un'astronave dell'Azienda Beeblebrox di recupero materiali e reperti impossibili, che avrebbe dovuto scaricarli in un buco nero ma che si è inabissata nei mari di un pianeta i cui abitanti si nutrono esclusivamente di aragoste. Scesi nelle profondità del mare i tre incontrano l'unico sopravvissuto allo schianto, che racconta loro che il capitano della nave aveva insistito per fare una deviazione per mangiare le prelibate aragoste locali.
Proseguendo l'esplorazione del relitto, Zaphod scopre che il trasporto di materiali pericolosi era solo una copertura per trasportare delle personalità sintetiche prodotte dalla Sirius Cybernetic Corporation, in pratica solo disadattati sociali e parrucchieri, ma tra questi ci sono tre persone pericolose "perché era loro concesso tutto e non c'era nulla che fosse loro concesso che non facessero", in pratica non fanno scattare il campanello di allarme negli altri quando compiono un'azione anche evidentemente sbagliata.
Alla fine si viene a scoprire che una capsula di salvataggio contro lo schianto nei buchi neri è scomparsa e diretta verso il settore ZZ9 Plurale Z Alfa, ovvero il settore della Terra, e che quel settore deve essere reso "perfettamente sicuro".